# Secret World
Albums de Tears for Fears
Everybody Loves a Happy Ending
(2004) Live from Santa Barbara
(2009)
Secret World est le premier album live de Tears for Fears, sorti le 27 février 2006.
Les neuf premières chansons ont été enregistrées lors d'un concert au Parc des Princes à Paris le 18 juin 2005. Secret World (Radio Edit) et Floating Down the River, qui est inédit, sont des enregistrements studio. Enfin, What Are We Fighting For est une chanson extraite de l'album solo de Curt Smith, Mayfiled (1997).

## Liste des titres
| No  | Titre                             | Auteur                               | Durée |
| --- | --------------------------------- | ------------------------------------ | ----- |
| 1.  | Secret World                      | Roland Orzabal                       | 4:54  |
| 2.  | Call Me Mellow                    | Orzabal, Curt Smith, Charlton Pettus | 3:45  |
| 3.  | Sowing the Seeds of Love          | Orzabal, Smith                       | 6:51  |
| 4.  | Pale Shelter                      | Orzabal                              | 4:43  |
| 5.  | Closest Thing to Heaven           | Orzabal, Smith, Pettus               | 4:08  |
| 6.  | Mad World                         | Orzabal                              | 5:14  |
| 7.  | Everybody Wants to Rule the World | Orzabal, Ian Stanley, Chris Hughes   | 4:27  |
| 8.  | Head over Heels                   | Orzabal, Smith                       | 4:12  |
| 9.  | Shout                             | Orzabal, Stanley                     | 6:32  |
| 10. | Secret World (Radio Edit)         | Orzabal                              | 3:37  |
| 11. | Floating Down the River           | Orzabal                              | 3:56  |
| 12. | What Are We Fighting For          | Smith, Pettus                        | 4:46  |

| 1. | Secret World                      | 4:54 |
| 2. | Call Me Mellow                    | 3:40 |
| 3. | Sowing the Seeds of Love          | 7:33 |
| 4. | Pale Shelter                      | 4:47 |
| 5. | Closest Thing to Heaven           | 4:08 |
| 6. | Mad World                         | 5:56 |
| 7. | Everybody Wants to Rule the World | 4:28 |
| 8. | Head Over Heels                   | 4:18 |
| 9. | Shout                             | 7:12 |

## Personnel
Chansons live :
- Roland Orzabal : guitare rythmique, chant (1-3, 5, 8, 9)
- Curt Smith : basse, chant (3, 4, 6, 7)
- Charlton Pettus : guitare solo
- Doug Petty : claviers
- Nick D'Virgilio : batterie

Chansons studio :
- Roland Orzabal – chant, claviers, guitares (11)
- Curt Smith – chant (12), basse
- Charlton Pettus – guitares, chœurs
- Joel Peskin – saxophone baryton (10), saxophone ténor (10)
- Steve Kujaja – flûte (10)
- Gary Grant – trompette (10), bugle (10)
- David Washburn – trompette (10), bugle (10)
- Fred Ettringham – batterie (10)
- Nick D'Virgilio – batterie (11)
- Shawn Pelton – batterie (12)